# Compsolechia trochilea
Compsolechia trochilea is een vlinder uit de familie van de tastermotten (Gelechiidae). De wetenschappelijke naam van de soort werd voor het eerst geldig gepubliceerd in 1910 door Walsingham.